# Shaken and Stirred: The David Arnold James Bond Project
Shaken and Stirred: The David Arnold James Bond Project es un álbum compilatorio producido por el compositor David Arnold; que incluye canciones clásicas de las películas de James Bond interpretadas por cantantes contemporáneos entre ellas figuras destacadas de la música Rock y"Electrónica y con la utilización de arreglos musicales más modernos.

## Lista de canciones
1. Diamonds Are Forever - David McAlmont
2. Nobody Does It Better - Aimee Mann
3. Space March - Leftfield
4. All Time High - Pulp (banda)
5. Moonraker - Shara Nelson
6. The James Bond Theme - LTJ Bukem
7. Live And Let Die - Chrissie Hynde (Vocalista de The Pretenders)
8. Thunderball - Martin Fry
9. From Russia With Love - Natacha Atlas
10. On Her Majesty's Secret Service - Propellerheads
11. We Have All The Time In The World - Iggy Pop

- Datos: Q3481266